# Matang Panyang (Nurussalam)
Matang Panyang is een bestuurslaag in het regentschap Aceh Timur van de provincie Atjeh, Indonesië. Matang Panyang telt 309 inwoners (volkstelling 2010).